# بلوتوي
البلوتويّات (بالإنجليزية: Plutoids) هو اسم يُطلق على كواكب ما وراء نبتون القزمة، فقد طور الاتحاد الفلكي الدولي تصنيف الأجرام السماوية نتيجة لقرار إعادة تعريف كلمة «كوكب» عام 2006. التعريف الرسمي لـ«البلوتوي» أعلنه الاتحاد الفلكي الدولي في 11 يونيو 2008، وهو:
«البلوتويات هي أجرام سماوية تدور حول الشمس بنصف محور كبير أعلى من الذي يملكه نبتون. وتملك كتلة (أي الجاذبية التي تولدها الكتلة) كافية لجعل شكلها شبه كروي، ولا تستطيع تنظيف مدارها من الأجرام المجاورة. وتوابع الأجرام البلوتوية لا تُعد بلوتويات».

## لمحة تاريخية
تمت إعادة تصنيف بلوتو في 24 آب/أغسطس سنة 2006 من قبل الاتحاد الفلكي الدولي على أنه كوكب قزم وفق التعريف الجديد، ويجب أن يكون للكوكب القزم مدار واضح ومستقل حول الشمس. لقد تم وضع هذا التصنيف الجديد تحت مسمى "بلوتو" أو "الأجرام البلوتوية" (Plutonian object) في البداية. لكن سرعان ما رفض اسم بلوتون بسبب وجود مصطلح جيولوجي يحمل هذا الاسم، كما تم رفض الاسم الثاني "الأجرام البلوتويّة" في التصويت الذي جرى في 24 آب سنة 2006. وقد تقلب أيضاً تعريف الفئة الجديدة خلال المراحل الأولى من اعتمادها. عندما اقترح لأول مرة تعريف الفئة بحيث تشمل: "الأجرام التي تملك زمنًا مداريًا أطول من 200 عام، ومداراتها أكثر ميلاً وإهليجية من مدارات الكواكب الكلاسيكية (الكواكب الثمانية). وعندما تم تجريد بلوتو من صفة كوكب بدأ تصنيف الكواكب القزمة الأخرى ضمن هذه الفئة، وقد كانت الشروط هي "أن يكون جرماً وراء نبتوني مشابهاً لبلوتو في مداره وميله وشذوذه". في نهاية المطاف، ترك القرار النهائي للتعريف الرسمي، والاسم إلى وقت لاحق. وفي النهاية تم التصويت وقبول اسم بلوتوي في اجتماع الاتحاد الفلكي الدولي في سنة 2008 والمقام في أوسلو عاصمة النرويج.